# Wojciech Kossakowski
Wojciech Kossakowski, né le 23 avril 1977 à Ełk, est un homme politique polonais membre de Droit et justice (PiS).

## Biographie
Il est diplômé de la faculté d'administration de l'université de Varmie et Mazurie d'Olsztyn.
Lors des élections locales de 2006, il est élu à l'assemblée du powiat d'Ełk, dont il intègre ensuite le conseil exécutif.
À l'occasion des élections législatives anticipées du 21 octobre 2007, il est candidat sur la liste de PiS dans la circonscription d'Olsztyn. Il ne totalise toutefois que 4 043 votes préférentiels, le quatrième score des candidats de Droit et justice alors que le parti n'emporte que trois mandats.
Le 11 février 2009, Wojciech Kossakowski devient à 31 ans député à la Diète. Il remplace effectivement Aleksander Szczygło, nommé le 15 janvier chef du Bureau de la sécurité nationale (BBN). Il postule à un nouveau mandat lors des élections législatives du 9 octobre 2011, où il engrange 5 548 suffrages de préférence, soit le quatrième résultat de sa liste qui n'obtient que deux élus.
Il réussit à faire son retour à la Diète au cours des élections législatives du 25 octobre 2015. Il y recueille en effet 8 183 voix préférentielles, ce qui lui donne la deuxième place parmi les candidats de PiS, qui fait élire quatre députés.